# Acido isoeptadecanoico
L'acido isoeptadecanoico  o 15-metilpalmitico o acido 15-metilesadecanoico, è un acido grasso saturo metil-ramificato con un totale di 17 atomi di carbonio. Ha la struttura di un acido palmitico sostituito da un gruppo metilico in posizione 15:
```
CH
3
-CH-(CH
2
)
13
-COOH
     |
     CH
3
```

È presente nei gliceridi del latte dei ruminanti e dei suoi derivati lattiero-caseari, come il burro. Si trova anche nel latte umano e la sua concentrazione diminuisce nel latte materno maturo rispetto a quella nel colostro.
È biosintetizzato con successive condensazioni di Claisen con il malonil-CoA come cessore di C2, su un substrato di isobutirric-CoA da batteri presenti in particolare nel rumine dei ruminanti.
È uno degli acidi grassi ramificati individuati nei lipidi di membrana dei batteri.
Alcune analisi lo avrebbero individuato nell'olio di semi di Balanites aegyptiacus (≈1%) e di alcune Primula (≈1,5%) e in alcuni pesci.